# Pressure Drop (Robert Palmer)
| Recensione                        | Giudizio        |
| --------------------------------- | --------------- |
| AllMusic                          | [ 2 ]           |
| The New Rolling Stone Album Guide | [ 3 ]           |
| Sputnikmusic                      | 4.0 (Excellent) |
| Dizionario del Pop-Rock           | [ 5 ]           |

Pressure Drop è il secondo album discografico del cantante britannico Robert Palmer, pubblicato dalla casa discografica Island Records nel novembre del 1975.

## Tracce

### LP
Lato A
1. Give Me an Inch – 3:17 (Robert Palmer)
2. Work to Make It Work – 4:27 (Robert Palmer)
3. Back in My Arms – 3:30 (Robert Palmer)
4. Riverboat – 3:44 (Allen Toussaint)
5. Pressure Drop – 5:26 (Frederick "Toots"" Hibbert)

Lato B
1. Here with You Tonight – 4:57 (Robert Palmer, Pete Gage)
2. Trouble – 2:25 (Lowell George)
3. Fine Time – 5:43 (Robert Palmer)
4. Which of Us Is the Fool – 3:25 (Robert Palmer)

## Musicisti
- Robert Palmer - voce, accompagnamento vocale-cori, percussioni
- Paul Barrere - chitarra, accompagnamento vocale-cori
- Lowell George - chitarra
- Joe Brown - banjo
- Bill Payne - tastiere
- Jean Rousseau - clavinet
- Gordon Dewitte - clavinet
- Muscle Shoals Horns - strumenti a fiato
- Mel Collins - strumento a fiato
- Mongezi Feza - strumento a fiato, flageolet
- Ray Allen - strumento a fiato
- Gene Page - archi
- Steve York - armonica
- David Snell - arpa
- Martin Frye - tuba
- Kenny Gradney - basso
- James Jamerson - basso
- Richie Hayward - batteria, percussioni, accompagnamento vocale-cori
- Ed Greene - batteria, percussioni, congas
- Sam Clayton - congas, accompagnamento vocale-cori
- Vicki Brown - accompagnamento vocale-cori
- Fran Tate - accompagnamento vocale-cori

Note aggiuntive
- Steve Smith - produttore
- Phil Brown - ingegnere delle registrazioni, ingegnere del mixaggio
- Langen and Wind - artwork copertina album
- Graham Hughes - foto, progetto e design copertina album
- Ringraziamenti a: Olivia Page, Barry Beckett, Neil Hubbard e Woolwich Green Farm Studios[6]

## Classifica
Album
| Anno | Classifica    | Posizione raggiunta |
| ---- | ------------- | ------------------- |
| 1975 | Billboard 200 | 136                 |